# Aldi Haxhia
Aldi Haxhia (Kosovska Mitrovica, antigua República Federal Socialista de Yugoslavia, 22 de diciembre de 1991) es un futbolista kosovar, pero de ascendencia albanesa, y nacionalizado inglés. Se desempeña como guardameta y actualmente milita en el Hayes & Yeading United de la Conference National de Inglaterra.

## Trayectoria
Aldi ha sido parte de la Academia del Chelsea Football Club desde los 12 años de edad. Aldi formó parte del equipo juvenil que disputó la Milk Cup en 2007 como guardameta suplente.
En la temporada 2008-09, Aldi fue promovido de la academia al equipo juvenil. Sin embargo, Aldi solamente disputó 3 partidos, debido a que luchaba por la titularidad contra otros tres guardametas, quienes eran Sam Walker, Jan Šebek y Niclas Heimann. Sin embargo, en esa temporada, Aldi logró hacer su debut con el equipo de reservas. No obstante, Aldi fue enviado a préstamo a dos equipos, debido a sus pocas participaciones con el equipo juvenil. Primero, Aldi fue enviado de emergencia al Aston Villa, debido a que todos los guardametas estaban lesionados. Luego, fue enviado al Bristol City, con el cual disputó 3 partidos. Cuando regresó, Aldi fue el guardameta titular del equipo de reservas en la derrota del Chelsea por 4-3 ante el Aston Villa.
Aldi comenzó la temporada 2009-10 como guardameta suplente de Sam Walker, pero tuvo su oportunidad a finales del 2009, cuando Walker se fracturó el pie. Sin embargo, sus actuaciones no fueron como se esperaban, al haber hecho errores que le costaron al equipo varias victorias, siendo cedido al Birmingham City esa misma temporada durante una semana.
En julio de 2010, su contrato con el Chelsea expiró, quedando en libertad. Desde entonces, Aldi ha formado parte de las reservas del Hayes & Yeading United de la Conference National, debutando con este equipo el 8 de septiembre de 2010 ante el Wealdstone FC.

## Selección nacional
A pesar de haber nacido en Kosovo, Aldi decidió representar a la Selección de Albania, siendo convocado a la Sub-21 para un encuentro amistoso ante Polonia en mayo de 2011, aunque permaneció en la banca durante todo el encuentro.

## Clubes
| Club                   | País       | Año             |
| ---------------------- | ---------- | --------------- |
| Chelsea FC             | Inglaterra | 2004 - 2010     |
| Hayes & Yeading United | Inglaterra | 2010 - Presente |